# Labubu
Лабубу (кит.: 拉布布, англ. Labubu) — бренд колекційних плюшевих іграшок у вигляді монстрів, створений гонконзьким дизайнером Касінгом Лунгом (кит.: 龍家昇). Іграшки продаються виключно в магазинах китайської роздрібної мережі Pop Mart. Лабубу — це також ім'я головного героя серії.

## Історія

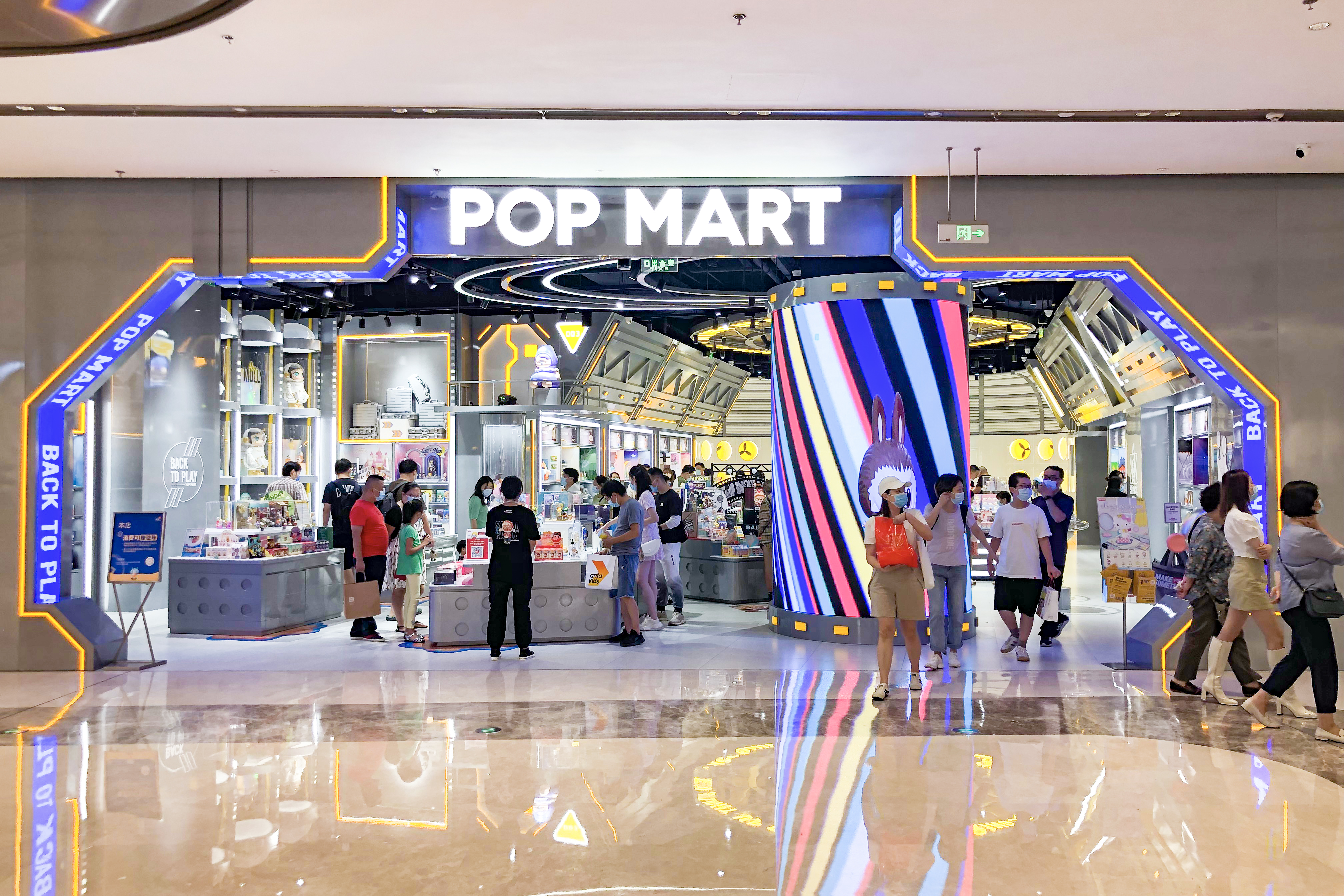
Іграшки Лабубу продаються в магазині Pop Mart з 2019 року

Лабубу спочатку був персонажем, створеним Касінгом Лунгом, художником з Гонконгу, що виріс у Нідерландах. Лабубу був частиною серії оповідань Лунга «Монстри», на яку вплинув скандинавський фольклор та міфологія, якою він захоплювався в дитинстві.
Лабубу вперше представлений у 2015 році разом із фігурками «Монстри», виробленими компанією How2Work; іграшка стала більш відома у 2019 році після співпраці з Pop Mart. Це партнерство збільшило популярність Лабубу серед колекціонерів.
2025 року Labubu випустила понад 300 різних фігурок Labubu, що відрізняються за розміром і ціною — від $15 за тридюймову вінілову фігурку до $960 за 31-дюймову «мега»-версію. У червні на першому офіційному аукціоні Labubu, який відбувся в Пекіні, було продано м'ятно-зеленого Labubu висотою чотири фути за $170 000.

## Дизайн
Лабубу описуються як істоти з грайливим, але трохи лютим виглядом, з круглими, пухнастими тілами, широко відкритими очима, загостреними вухами та дев'ятьма гострими зубами, які утворюють пустотливу усмішку.
Перша лінія брелоків Лабубу під назвою «Exciting Macaron» (кит.: 心动马卡龙) випущена в жовтні 2023 року. Інші колекції включають «Fall in Wild», лінійку із семи фігурок «Have a Seat» (кит.: 坐坐派对) та «Big into Energy» (кит.: 前方高能系列).
Фігурки Лабубу часто продаються в закритих (сліпих) коробках, зібраних у тематичні ряди, в яких міститься іграшка, вибрана випадково. На додаток до рекламованих версій серії часто містять рідкісну «секретну» фігурку.
Pop Mart також співпрацював із різними брендами, випустивши зимову серію з одинадцяти фігурок Лабубу в тематиці Coca-Cola наприкінці 2024 року та серію з 13 фігурок, переосмислених у вигляді персонажів з манги та аніме One Piece на початку 2025 року. Інші фігурки були представлені ексклюзивно в різних музеях, наприклад, одна з серій продавалася тільки в магазині Pop Mart у Луврі в Парижі.

## Популярність
Іграшка привернула загальну увагу у квітні 2024 року після того, як учасниця K-pop групи Blackpink Ліса була помічена з брелоком Labubu на сумці. Це породило тенденцію, яка швидко сприяла поширенню популярності в Таїланді та інших частинах Південно-Східної та Східної Азії.
У проміжному звіті Pop Mart за 2024 рік, опублікованому 20 серпня, зазначалося, що лінійка продуктів за першу половину року принесла продажі в розмірі 6,3 мільярда китайських юанів (приблизно 870 мільйонів доларів США).

## Критика
У Раді Федерації Росії у 2025 році запропонували припинити їх продаж на території країни. Причина — «жахливий зовнішній вигляд» і потенційна шкода для психіки дітей.
Проте компанія-виробник офіційно не позиціонує іграшку як дитячу: на неї встановлено вікове обмеження від 15 років.